# Campylocentrus costalis
Campylocentrus costalis är en insektsart som beskrevs av Walker 1851. Campylocentrus costalis ingår i släktet Campylocentrus och familjen hornstritar. Inga underarter finns listade i Catalogue of Life.